# Electravia
Electravia - Hélices E-Props est une entreprise du domaine de l’aéronautique, fondée en 2008 par Anne Lavrand, Jérémie Buiatti et Christian Vandamme. Electravia est spécialisée dans la fabrication d'hélices en carbone pour l'aviation légère (avions, ULM, paramoteurs, drones et multicopters).

## Histoire

Ancien logo d'Electravia.

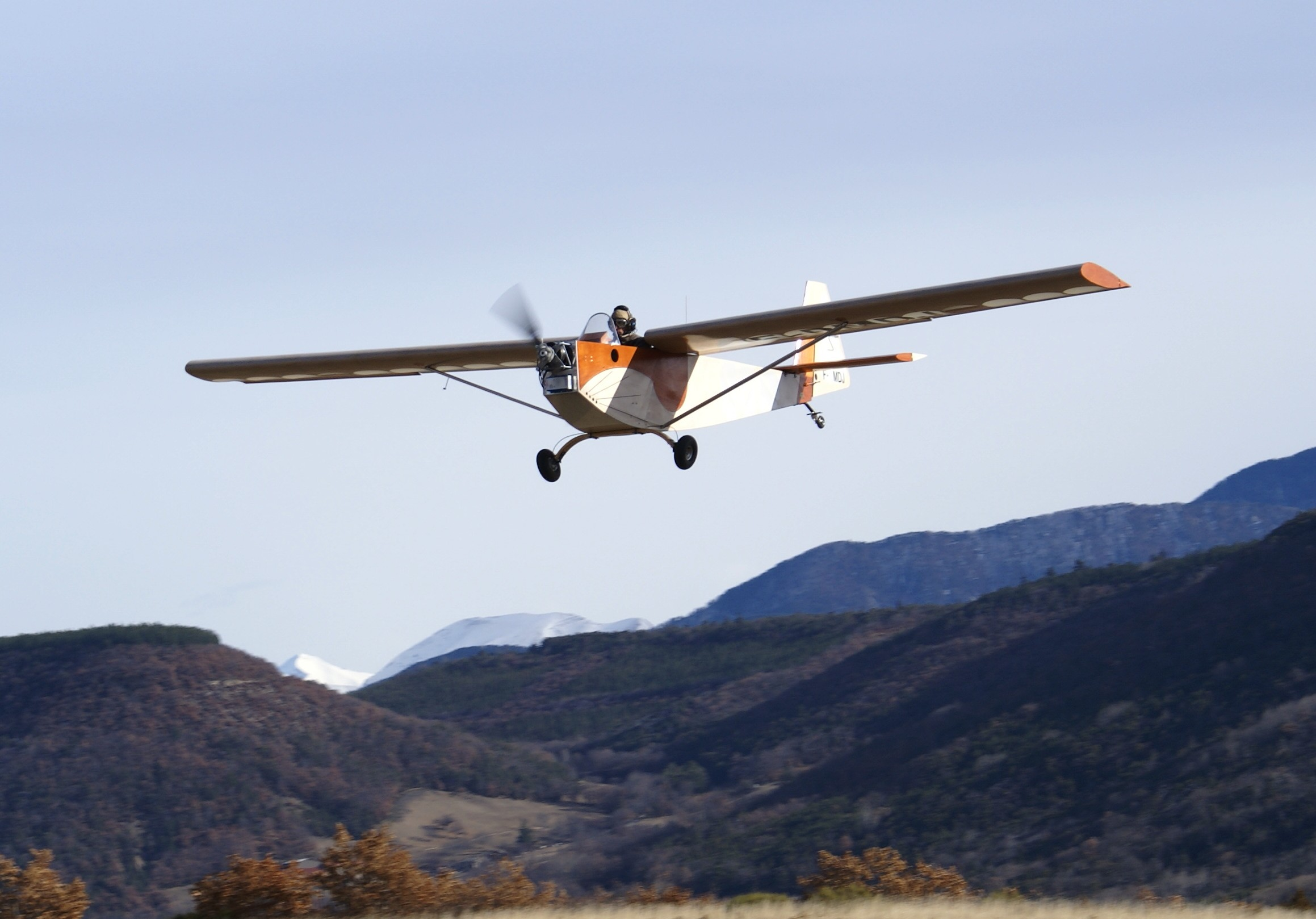
Avion électrique BL1E Electra.

La société ELECTRAVIA - HELICES E-PROPS est fondée le 19 septembre 2008 par Anne Lavrand, Jérémie Buiatti et Christian Vandamme. Elle produit alors essentiellement des moteurs électriques pour avions.
À partir de 2014, l’entreprise délaisse les moteurs électriques pour se consacrer à la conception d’hélices en carbone. L’entreprise se développe et devient un équipementier français important dans le secteur de l'aviation légère non certifiée. Un nouveau bâtiment est construit, portant la surface totale des ateliers à 2 000 m2.
Depuis 2018, E-PROPS propose 4400 modèles d'hélices pour les paramoteurs et est devenu un des leaders mondiaux de ce type d'hélices.
En 2019, le marché de l’hélice pour les paramoteurs représente 40 % du chiffre d'affaires de la société, qui vend ses 4 500 modèles dans plus de 80 pays.
En 2021, l’entreprise est composée de 40 ingénieurs et techniciens aéronautiques, qui produisent 45000 pales d'hélice par an.
Fin 2021, Electravia a entamé les travaux de certification de l'entreprise et de ses hélices selon les normes EASA (DOA / CS-P / PART 21G)
Le 2 Mars 2023, l'EASA a validé la première hélice certifiée d'E-Props : Type Certificate n° EASA P.512, moèle E-Props EPGU3 
Mi-2023, Electravia E-Props a été sélectionnée pour participer à la Grande Exposition du Fabriqué en France 2023 au Palais de l'Elysée, afin de représenter le département des Alpes de Haute Provence.
Mi-2025, la société compte 58 ingénieurs et techniciens qui produisent 75.000 pièces carbone par an dans des ateliers de 7000 m² (nouvelle usine en service depuis 2023). L'équipe a fêté la sortie de sa 300.000ème pale d'hélice,.

## Implantation
Initialement localisée dans les Hautes-Alpes, l'entreprise est implantée depuis 2011 à Vaumeilh, en bordure de l’aérodrome de Sisteron (Alpes-de-Haute-Provence).

## Activités

### Motorisations électriques

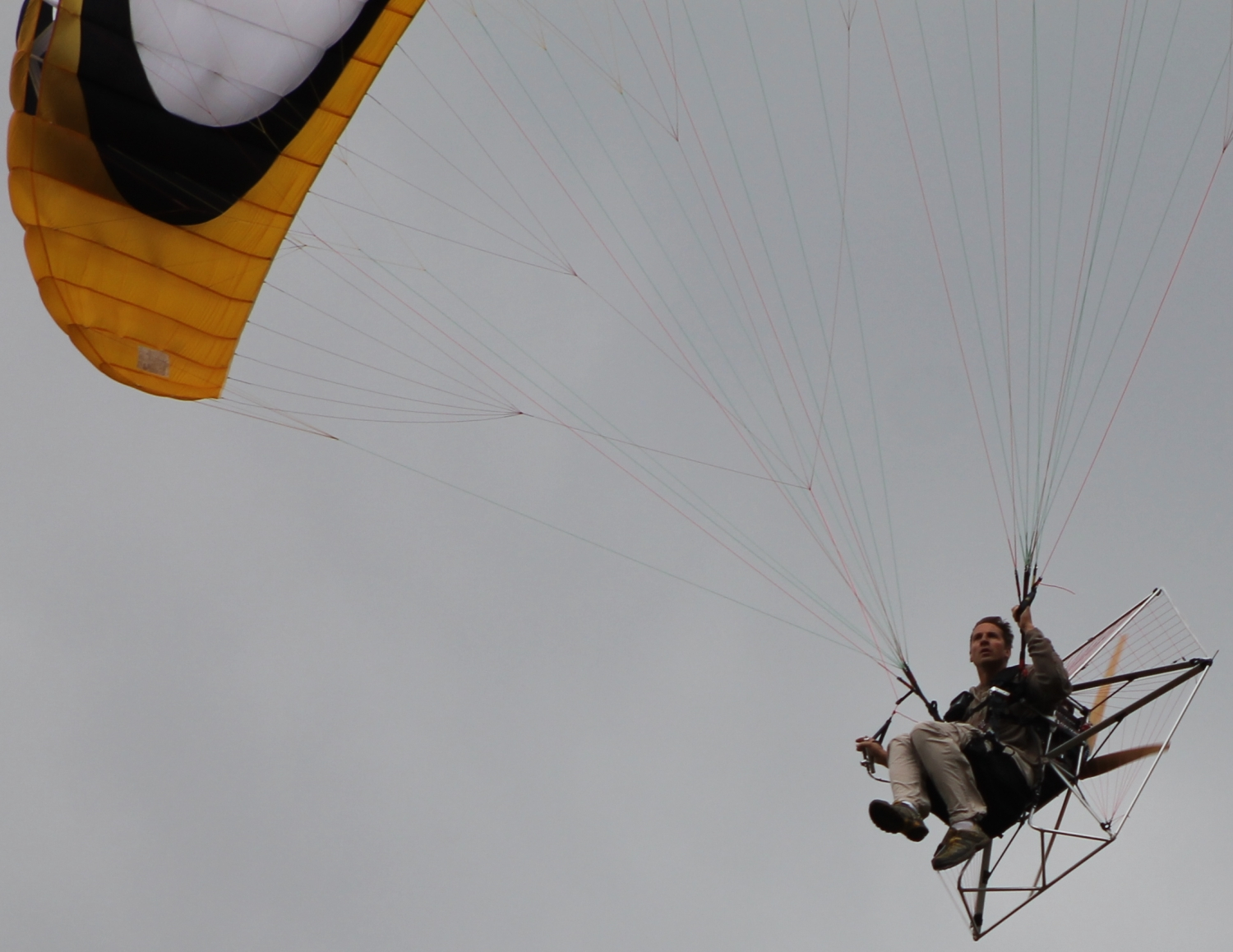
Paramoteur électrique E-Spider.

Les moteurs électriques d’Electravia, conçus entre 2008 et 2014, équipent environ 70 aéronefs, dont : 
- l’Electra, le premier avion électrique à boucler un circuit de 50km au départ de l'aérodrome d'Aspres-sur-Buëch dans les Hautes-Alpes[12] ;
- le Cricri E-Cristaline, qui a établi le record du monde de vitesse pour avions électriques avec 283 km/h lors du salon du Bourget 2011[13], et qui est le premier avion électrique à avoir traversé la Manche le 9 juillet 2015, piloté par Hugues Duval[14],[15] ;
- le E-FENIX, le premier paramoteur biplace 100% électrique[16] ;
- le MC30E Luciole, qui a battu plusieurs records, dont celui de la vitesse en ligne droite[17] ;
- l'ElectroLight 2, un motoplaneur électrique ULM[18],[19] ;
- le E-SPIDER, le premier paramoteur électrique biplace à décollage à pied. Il a été présenté au Mondial de Paramoteurs de Basse-Ham en 2012[20].

### Hélices en carbone

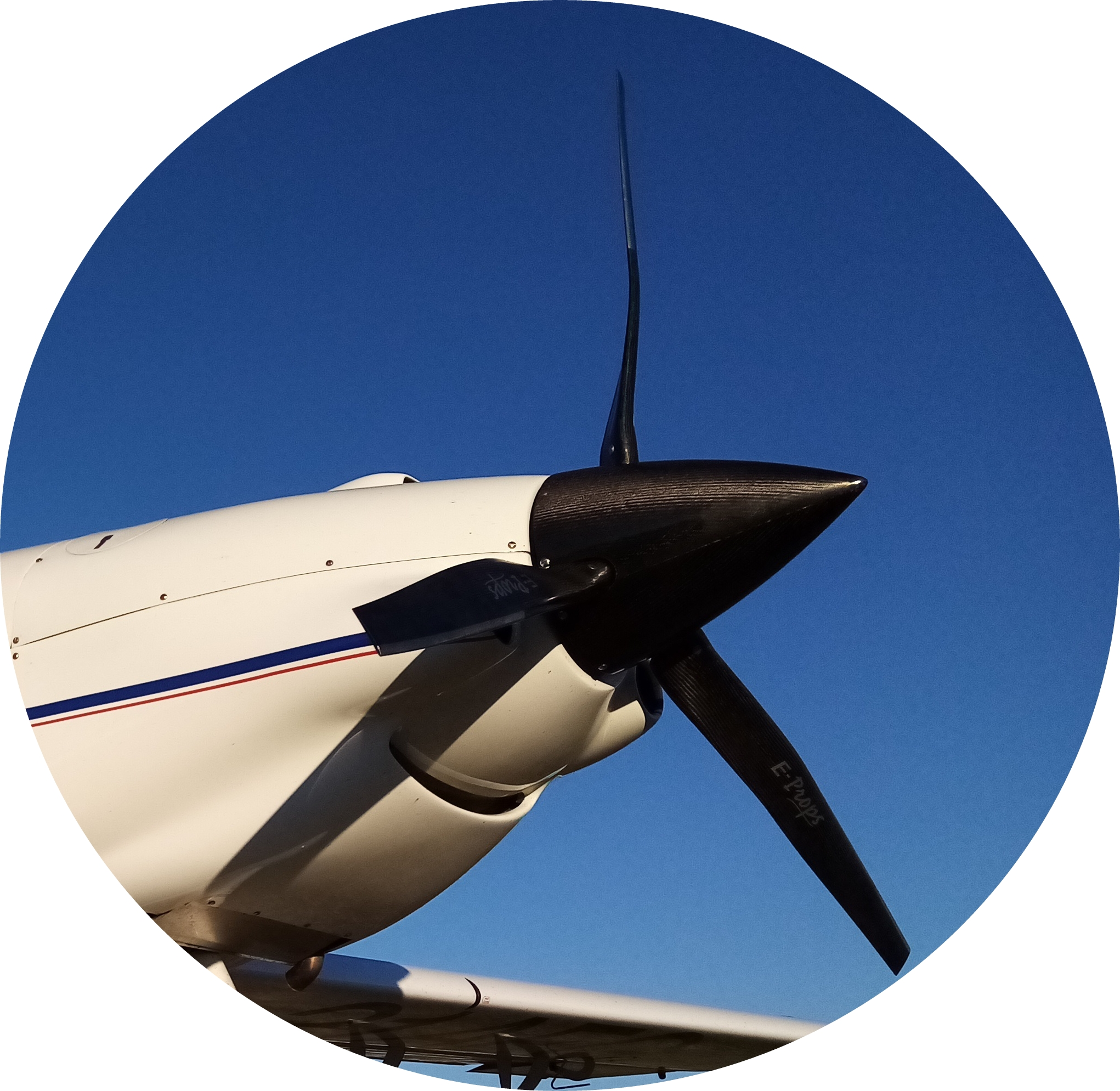
Hélice E-Props à pas variable en vol Glorieuse

Début 2014, l'équipe Electravia décide de suspendre ses activités de motorisations électriques pour se consacrer à la production de ses hélices en carbone E-Props. Les hélices E-Props en carbone sont adaptées à tous types de moteurs équipant les avions, les ULM, certains drones et les paramoteurs,.
Les hélices E-Props équipent 220 modèles d'avions et d'ULM et 150 marques de paramoteurs. En 2025, la société travaille en direct avec 40 fabricants majeurs d'avions et ULM. Elle exporte 90% de sa production dans 84 pays différents.

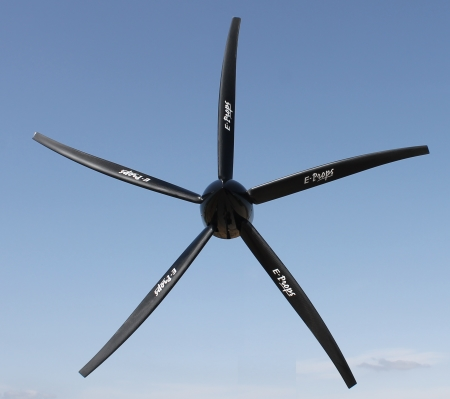
Hélice E-Props Glorieuse
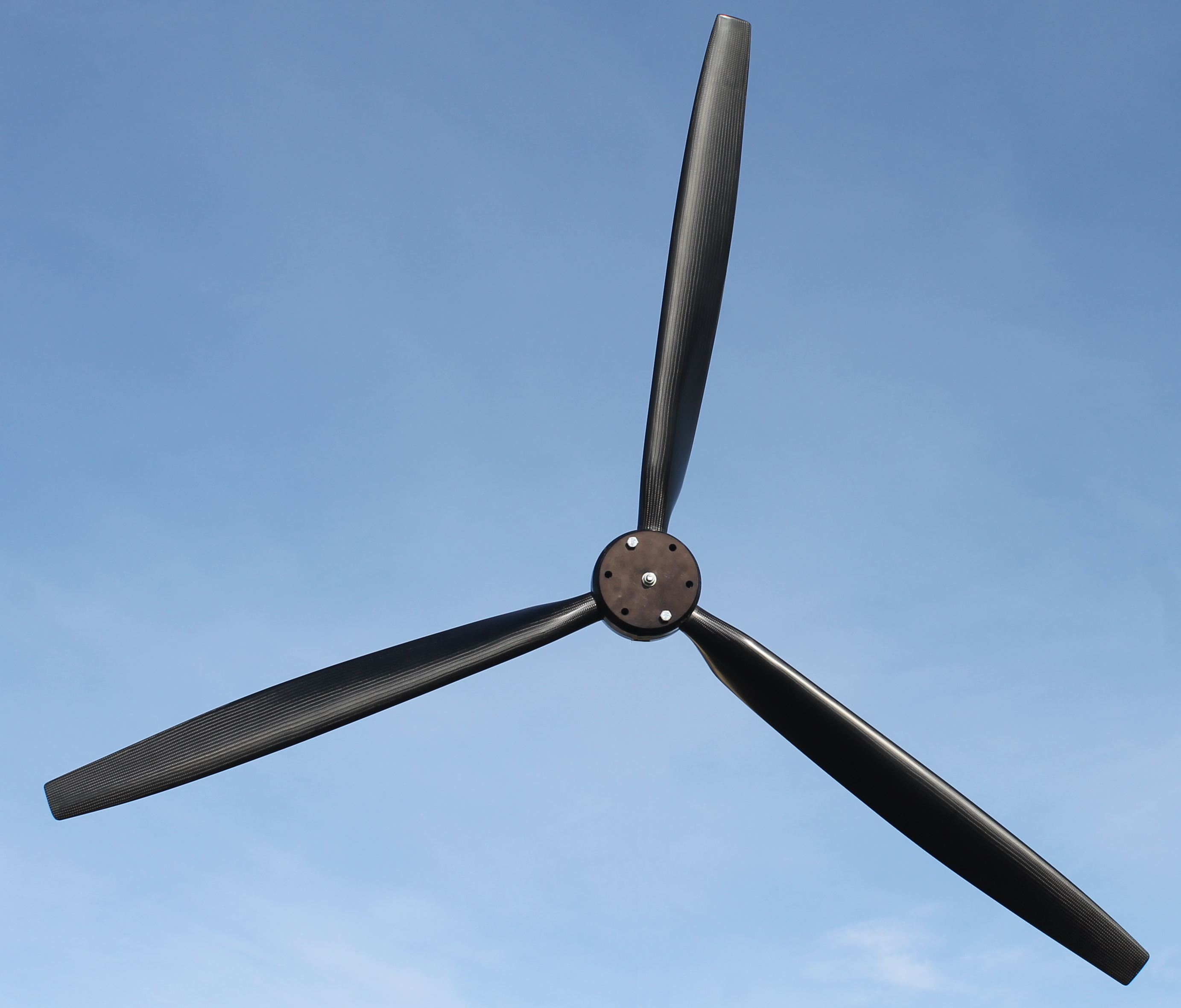
Hélice E-Props Durandal
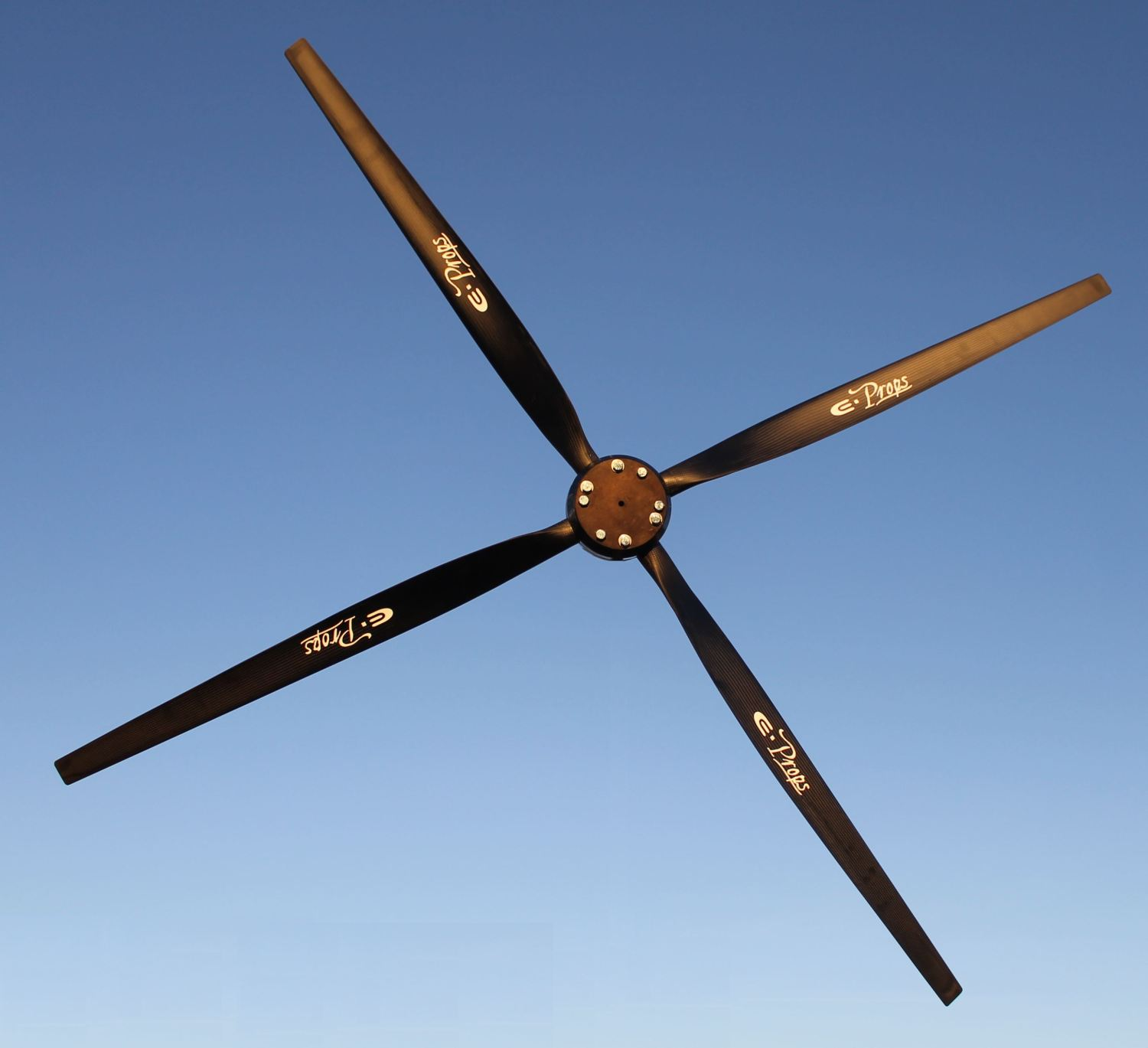
Hélice E-Props Excalibur